# Amstrad CPC 464
Amstrad CPC 464 (CPC 464) је био кућни рачунар фирме Амстрад (Amstrad) који је почео да се производи у Уједињеном Краљевству од 1984. године.
Користио је Zilog Z80 као микропроцесор. RAM меморија рачунара је имала капацитет од 64 kb (42 kb остављено за корисника). 
Као оперативни систем кориштен је AMSDOS или CP/M.

## Детаљни подаци
Детаљнији подаци о рачунару CPC 464 су дати у табели испод.
|                       |                                               |
| [ 1 ]                 |                                               |
| Произвођач            | Амстрад                                       |
| Тип                   | кућни рачунар                                 |
| Меморија              | 64 (42 kb остављено за корисника)             |
| Поријекло             | Уједињено Краљевство                          |
| Година                | 1984                                          |
| Тастатура             | QWERTY механичка тастатура                    |
| Процесор              |                                               |
| Фреквенција процесора | 4                                             |
| RAM                   | 64 (42 kb остављено за корисника)             |
| ROM                   | 32                                            |
| Текст                 | 20 x 25 са 16 боја                            |
| Графика               | 160 x 200 са 16 боја                          |
| Боја                  | 27                                            |
| Звук                  | 3 канала, 8 октава                            |
| Димензије             | 39,4 (ширина) x 45,7 (дубина) x 11,4 (висина) |
| Портови               |                                               |
| Оперативни систем     |                                               |